# Jakob Ingebrigtsen
Jakob Ingebrigtsen (Sandnes, 19 settembre 2000) è un mezzofondista norvegese, campione olimpico dei 1500 metri piani a Tokyo 2020 e dei 5000 metri piani a Parigi 2024,  campione mondiale dei 5000 metri piani a Oregon 2022 ed a Budapest 2023 e campione europeo dei 1500 metri piani e dei 5000 metri piani a Berlino 2018, a Monaco di Baviera 2022 e a Roma 2024. È inoltre il vincitore dei Campionati europei di corsa campestre nel 2021, nel 2022 e nel 2024, nonché il detentore del record mondiale dei 2000 m, dei 3000 m e delle due miglia.
È il fratello minore di Henrik e Filip Ingebrigtsen, a loro volta atleti di livello internazionale.

## Biografia
Sotto la guida del padre Gjert, rinomato per il suo metodo d'allenamento basato su alti volumi ad intensità controllata mediante misurazione del lattato, inizia a correre sin dall'età di 9 anni. Talento precoce, arriva a nemmeno 15 anni ad eseguire intere sedute di allenamento con i due fratelli Henrik e Filip molto più grandi di lui, entrambi campioni europei plurimedagliati.

### 2016-2017
Quando era ancora appartenente alla categoria allievi, a Chia, in occasione dei campionati europei di corsa campestre del 2016, vinse la medaglia d'oro nella categoria juniores. Nel 2017 ai campionati europei under 20 di Grosseto si prende due titoli: nei 5000 metri piani e nei 3000 metri siepi. Nella prima gara vince in 14'41"67, davanti a Tariku Novales (14'44"66) e Dorin Andrei Rusu (14'46"07). Nelle siepi vince in 8'50"00 davanti a Alexis Phelut (8'53"73) e Louis Gilavert (8'57"12). Partecipa inoltre ai Campionati mondiali a Londra nella specialità dei 3000 metri siepi, uscendo in batteria e concludendo al ventisettesimo posto totale.

### 2018
Il 10 luglio 2018, ai mondiali under 20 di Tampere conquista l'argento nei 1500 metri piani con 3'41"89, non lontano dal keniano George Meitamei Manangoi (3'41"71). Quattro giorni dopo si prende invece il bronzo nei 5000 metri piani con il crono di 13'20"78 (nuovo record europeo di categoria), dietro ai due keniani Edward Zakayo e Stanley Mburu.
Il 10 agosto 2018, all'età di 17 anni e 324 giorni, conquista l'oro nella finale dei 1500 metri piani di Berlino 2018 tagliando il traguardo in 3'38"10 davanti al polacco Marcin Lewandowski (3'38"14) e all'inglese Jake Wightman (3'38"25): in questo modo diventa il più giovane atleta della storia a vincere un titolo europeo, nonché il primo nato negli anni 2000. Il giorno seguente ottiene la vittoria anche nei 5000 metri piani, piazzandosi con il crono di 13'17"06 (nuovo record europeo under 20) davanti al fratello Henrik (13'18"75) e al francese Morhad Amdouni (13'19"14); grazie a questo secondo oro diventa il primo atleta della storia a centrare la doppietta sulle due distanze nella stessa edizione di un campionato europeo. Il 9 dicembre 2018 a Tilburg, ai campionati europei di corsa campestre vince l'oro nella corsa under 20, diventando il primo a vincere questa medaglia per la terza volta consecutiva. Nella stessa occasione vince anche l'oro a squadre.

### 2019-2021
Nel corso del 2019 in dieci giorni migliora per due volte il record mondiale under 20 nei 1500 metri piani indoor: prima in 3'36"21, poi in 3'36"02. Il 2 marzo 2019 conquista l'oro nei 3000 metri piani ai campionati europei indoor di Glasgow 2019 con il tempo di 7'56"15, davanti a Chris O'Hare (7'57"19) e al fratello Henrik Ingebrigtsen (7'57"19). Il 5 luglio 2019, nel corso della tappa di Diamond League di Losanna, stabilisce il nuovo primato europeo under 20 sui 1500 metri piani con il tempo di 3'30"16, concludendo la gara in seconda posizione. Il 20 luglio 2019 a Londra corre invece i 5000 metri piani, stabilendo il nuovo record europeo under-20 ed il record nazionale norvegese in 13'02"03. Nel corso dello stesso anno partecipa ai campionati del mondo a Doha nelle specialità dei 1500 e dei 5000 metri piani, concludendo rispettivamente al quarto e al quinto posto.
Il 14 agosto 2020, nella tappa di Diamond League di Monaco, Ingebrigtsen stabilisce il suo primo record europeo assoluto, abbattendo la barriera dei tre minuti e trenta secondi sui 1500 metri e superando, con il tempo di 3'28"68, il record che apparteneva a Mo Farah (3'28"81). Il 10 giugno 2021 vince i 5000 metri piani al Golden Gala Pietro Mennea svoltosi a Firenze con il tempo di 12'48"45, anch'esso nuovo record europeo.
Nel corso del 2021 ha partecipato ai Giochi olimpici di Tokyo, posticipati di un anno a causa della pandemia di COVID-19: il 7 agosto ha conquistato la medaglia d'oro nei 1500 metri piani correndo in 3'28"32, prestazione valida come record olimpico ed europeo.

### 2022-2023
Il 17 febbraio 2022 a Liévin stabilisce il primato mondiale indoor dei 1500 metri piani con il tempo di 3'30"60, abbassando di 0,44 secondi il record detenuto da Samuel Tefera. Appena un mese più tardi, ai campionati del mondo indoor di Belgrado, Ingebrigtsen viene battuto sui 1500 metri dallo stesso Tefera (3'32"77, nuovo record dei campionati), concludendo comunque al secondo posto in 3'33"02. Il giorno seguente verrà testato positivo al COVID-19. Giunge ai campionati del mondo di Eugene (Oregon) da favorito nei 1500 metri, ma viene superato negli ultimi 200 metri di gara dal britannico Jake Wightman, vincendo quindi l'argento. Durante gli stessi campionati, vince la medaglia d'oro nei 5000 metri con il tempo di 13'09"24. Ai campionati europei di Monaco di Baviera conquista la medaglia d'oro su entrambe le distanze, siglando anche il nuovo record della competizione nei 1500 metri in 3'32"76. Al termine della stagione outdoor 2022 vince per la prima volta la finale della Diamond League, aggiudicandosi la gara dei 1500 metri.
Inizia il 2023 conquistando, a marzo, due medaglie d'oro ai campionati europei indoor di Istanbul, vincendo sia i 1500 metri in 3'33"95 (nuovo record della competizione) sia i 3000 metri in 7'40"32 (nuovo record nazionale norvegese indoor). Ai mondiali di Budapest di agosto, invece, giunge ancora secondo nei 1500 metri, battuto stavolta dallo scozzese Josh Kerr. Si riscatta però per la seconda volta nei 5000 metri, vincendo in 13'11"30 davanti allo spagnolo Mohamed Katir e al kenyano Jacob Krop e difendendo così il titolo mondiale conquistato l'anno precedente in Oregon. Nelle finali di Diamond League vince le gare del miglio e dei 3000 metri, stabilendo i nuovi record europei rispettivamente in 3'43"73 e 7'23"63.

### 2024-
Nel giugno 2024, durante i campionati europei di Roma, si aggiudica la medaglia d'oro nei 1500 metri piani (realizzando, con il crono di 3'31"95, il record dei campionati) e nei 5000 metri piani, compiendo la doppietta d'oro a livello continentale per la terza edizione consecutiva.
Ai Giochi olimpici di Parigi conclude in quarta posizione i 1500 metri piani, mentre sale sul gradino più alto del podio nei 5000 metri piani.
Il 25 agosto 2024, durante la tappa della Diamond League a Chorzów, realizza il record mondiale nei 3000 metri piani con il tempo di 7'17"55, migliorando di 3"12 il primato detenuto dal keniano Daniel Komen dal 1º settembre 1996.
Nel 2025 vince la medaglia d'oro nei 1500 e nei 3000 metri piani agli europei indoor di Apeldoorn e ai mondiali indoor di Nanchino.

## Progressione

### 1500 metri piani
| Stagione | Tempo   | Luogo     | Data      | Rank. Mond. |
| -------- | ------- | --------- | --------- | ----------- |
| 2024     | 3'26"73 | Monaco    | 12-7-2024 | 1º          |
| 2023     | 3'27"14 | Chorzów   | 16-7-2023 | 1º          |
| 2021     | 3'28"32 | Tokyo     | 7-8-2021  | 2º          |
| 2020     | 3'28"68 | Monaco    | 14-8-2020 | 2º          |
| 2019     | 3'30"16 | Losanna   | 5-7-2019  | 2º          |
| 2018     | 3'31"18 | Monaco    | 20-7-2018 | 4º          |
| 2017     | 3'39"92 | Stoccolma | 18-6-2017 |             |
| 2016     | 3'42"44 | Oslo      | 9-6-2016  |             |
| 2015     | 3'48"37 | Stoccolma | 30-7-2015 |             |
| 2014     | 4'05"49 | Sandnes   | 20-9-2014 |             |

### 3000 metri piani
| Stagione | Tempo   | Luogo    | Data      | Rank. Mond. |
| -------- | ------- | -------- | --------- | ----------- |
| 2024     | 7'17"55 | Chorzów  | 25-8-2024 |             |
| 2023     | 7'23"63 | Eugene   | 17-9-2023 |             |
| 2020     | 7'27"05 | Roma     | 17-9-2020 |             |
| 2017     | 8'00"01 | Bergen   | 1-9-2017  |             |
| 2016     | 8'22"25 | Nadderud | 10-6-2016 |             |
| 2015     | 8'25"90 | Bærum    | 12-6-2015 |             |

### 5000 metri piani
| Stagione | Tempo    | Luogo   | Data      | Rank. Mond. |
| -------- | -------- | ------- | --------- | ----------- |
| 2021     | 12'48"45 | Firenze | 10-6-2021 |             |
| 2019     | 13'02"03 | Londra  | 20-7-2019 |             |
| 2018     | 13'17"06 | Berlino | 11-8-2018 | 33º         |
| 2017     | 13'35"84 | Sandnes | 25-8-2017 |             |
| 2016     | 14'38"67 | Brandbu | 7-8-2016  |             |

### 3000 metri siepi
| Stagione | Tempo   | Luogo    | Data     | Rank. Mond. |
| -------- | ------- | -------- | -------- | ----------- |
| 2017     | 8'26"81 | Courtrai | 8-7-2017 |             |

## Palmarès
| Anno | Manifestazione    | Sede          | Evento         | Risultato | Prestazione | Note                                     |
| ---- | ----------------- | ------------- | -------------- | --------- | ----------- | ---------------------------------------- |
| 2016 | Mondiali U20      | Bydgoszcz     | 1500 m piani   | 9º        | 3'51"09     |                                          |
| 2016 | Europei di cross  | Chia          | Corsa U20      | Oro       | 17'06"      |                                          |
| 2017 | Europei U20       | Grosseto      | 1500 m piani   | 8º        | 3'58"64     |                                          |
| 2017 | Europei U20       | Grosseto      | 5000 m piani   | Oro       | 14'41"68    |                                          |
| 2017 | Europei U20       | Grosseto      | 3000 m siepi   | Oro       | 8'50"00     |                                          |
| 2017 | Mondiali          | Londra        | 3000 m siepi   | Batteria  | 8'34"88     |                                          |
| 2017 | Europei di cross  | Šamorín       | Corsa U20      | Oro       | 18'39"      |                                          |
| 2018 | Mondiali U20      | Tampere       | 1500 m piani   | Argento   | 3'41"89     |                                          |
| 2018 | Mondiali U20      | Tampere       | 5000 m piani   | Bronzo    | 13'20"78    |                                          |
| 2018 | Europei           | Berlino       | 1500 m piani   | Oro       | 3'38"10     |                                          |
| 2018 | Europei           | Berlino       | 5000 m piani   | Oro       | 13'17"06    |                                          |
| 2018 | Europei di cross  | Tilburg       | Corsa U20      | Oro       | 18'00"      |                                          |
| 2018 | Europei di cross  | Tilburg       | A squadre      | Oro       | 28 p.       |                                          |
| 2019 | Europei indoor    | Glasgow       | 1500 m piani   | Argento   | 3'43"23     |                                          |
| 2019 | Europei indoor    | Glasgow       | 3000 m piani   | Oro       | 7'56"15     |                                          |
| 2019 | Mondiali di cross | Aarhus        | Corsa U20      | 12º       | 24'39"      |                                          |
| 2019 | Mondiali          | Doha          | 1500 m piani   | 4º        | 3'31"70     |                                          |
| 2019 | Mondiali          | Doha          | 5000 m piani   | 5º        | 13'02"93    |                                          |
| 2021 | Europei indoor    | Toruń         | 1500 m piani   | Oro       | 3'37"56     |                                          |
| 2021 | Europei indoor    | Toruń         | 3000 m piani   | Oro       | 7'48"20     | Miglior prestazione personale            |
| 2021 | Giochi olimpici   | Tokyo         | 1500 m piani   | Oro       | 3'28"32     |                                          |
| 2021 | Europei di cross  | Dublino       | Corsa seniores | Oro       | 30'15"      |                                          |
| 2021 | Europei di cross  | Dublino       | A squadre      | Bronzo    | 47 p.       |                                          |
| 2022 | Mondiali indoor   | Belgrado      | 1500 m piani   | Argento   | 3'33"02     |                                          |
| 2022 | Mondiali          | Eugene        | 1500 m piani   | Argento   | 3'29"47     | Miglior prestazione personale stagionale |
| 2022 | Mondiali          | Eugene        | 5000 m piani   | Oro       | 13'09"24    |                                          |
| 2022 | Europei           | Monaco        | 1500 m piani   | Oro       | 3'32"76     |                                          |
| 2022 | Europei           | Monaco        | 5000 m piani   | Oro       | 13'21"13    |                                          |
| 2022 | Europei di cross  | Venaria Reale | Corsa seniores | Oro       | 29'33"      |                                          |
| 2022 | Europei di cross  | Venaria Reale | A squadre      | 5º        | 45 p.       |                                          |
| 2023 | Europei indoor    | Istanbul      | 1500 m piani   | Oro       | 3'33"95     |                                          |
| 2023 | Europei indoor    | Istanbul      | 3000 m piani   | Oro       | 7'40"32     |                                          |
| 2023 | Mondiali          | Budapest      | 1500 m piani   | Argento   | 3'29"65     |                                          |
| 2023 | Mondiali          | Budapest      | 5000 m piani   | Oro       | 13'11"30    | Miglior prestazione personale stagionale |
| 2024 | Europei           | Roma          | 1500 m piani   | Oro       | 3'31"95     |                                          |
| 2024 | Europei           | Roma          | 5000 m piani   | Oro       | 13'20"11    | Miglior prestazione personale stagionale |
| 2024 | Giochi olimpici   | Parigi        | 1500 m piani   | 4º        | 3'28"24     |                                          |
| 2024 | Giochi olimpici   | Parigi        | 5000 m piani   | Oro       | 13'13"66    | Miglior prestazione personale stagionale |
| 2024 | Europei di cross  | Adalia        | Corsa seniores | Oro       | 22'39"      |                                          |
| 2024 | Europei di cross  | Adalia        | A squadre      | 5º        | 48 p.       |                                          |
| 2025 | Europei indoor    | Apeldoorn     | 1500 m piani   | Oro       | 3'36"56     |                                          |
| 2025 | Europei indoor    | Apeldoorn     | 3000 m piani   | Oro       | 7'48"37     |                                          |
| 2025 | Mondiali indoor   | Nanchino      | 1500 m piani   | Oro       | 3'38"79     |                                          |
| 2025 | Mondiali indoor   | Nanchino      | 3000 m piani   | Oro       | 7'46"09     | Miglior prestazione personale stagionale |

## Campionati nazionali
2015
- 9º ai campionati norvegesi, 1500 m piani - 3'54"05

2016
- 5º ai campionati norvegesi, 800 m piani - 1'53"10
- Bronzo ai campionati norvegesi, 1500 m piani - 4'01"67
- Argento ai campionati norvegesi U20, 800 m piani - 1'54"13
- Oro ai campionati norvegesi U20, 1500 m piani - 3'46"49
- Oro ai campionati norvegesi U20, 5000 m piani - 14'38"67

2017
- Bronzo ai campionati norvegesi, 800 m piani - 1'50"54
- Oro ai campionati norvegesi, 1500 m piani - 3'53"29
- Oro ai campionati norvegesi, 5000 m piani - 13'35"84
- Oro ai campionati norvegesi, 3000 m siepi - 8'44"12
- Argento ai campionati norvegesi U18, 400 m piani - 51'03"
- Oro ai campionati norvegesi U18, 3000 m piani - 8'00"01
- Oro ai campionati norvegesi U18 indoor, 800 m piani - 1'52"91
- Oro ai campionati norvegesi U18 indoor, 1500 m piani - 3'51"91

2018
- Oro ai campionati norvegesi, 1500 m piani - 4'03"54
- Argento ai campionati norvegesi indoor, 800 m piani - 1'52"01
- Oro ai campionati norvegesi indoor, 1500 m piani - 3'42"75
- Oro ai campionati norvegesi indoor, 3000 m piani - 7'56"74

2019
- Oro ai campionati norvegesi, 1500 m piani - 3'36"33

2020
- Oro ai campionati norvegesi, 800 m piani - 1'48"72
- Oro ai campionati norvegesi, 1500 m piani - 3'33"93

2021
- Oro ai campionati norvegesi, 1500 m piani - 3'33"26

## Altre competizioni internazionali
2015
- 14º ai Bislett Games ( Oslo), 1500 m piani - 3'53"80

2016
- 9º ai Bislett Games ( Oslo), 1500 m piani - 3'42"44
- 11º al Memorial Van Damme ( Bruxelles), 800 m piani - 1'51"78

2017
- 11º al Prefontaine Classic ( Eugene), miglio - 3'58"07
- 10º al Bauhaus-Galan ( Stoccolma), 1500 m piani - 3'39"92

2018
- 4º al Prefontaine Classic ( Eugene), miglio - 3'52"28
- 4º all'Herculis ( Monaco), 1500 m piani - 3'31"18
- Bronzo in Coppa continentale ( Ostrava), 1500 m piani - 3'40"80

2019
- 6º ai Bislett Games ( Oslo), miglio - 3'53"04
- 4º al Prefontaine Classic ( Eugene), miglio - 3'51"30
- Argento all'Athletissima ( Losanna), 1500 m piani - 3'30"16
- 4º al Meeting de Paris ( Parigi), 1500 m piani - 3'31"33
- Bronzo al Bauhaus-Galan ( Stoccolma), 1500 m piani - 3'37"30

2020
- Oro ai Bislett Games ( Oslo), 2000 m piani - 4'50"01
- Argento al Golden Gala Pietro Mennea ( Roma), 3000 m piani - 7'27"05
- Argento all'Herculis ( Monaco), 1500 m piani - 3'28"68
- Argento al Bauhaus-Galan ( Stoccolma), 1500 m piani - 3'30"74
- Oro al Memorial Van Damme ( Bruxelles), 1500 m piani - 3'30''69

2021
- Oro al British Grand Prix ( Gateshead), 1500 m piani - 3'36''27
- Oro al Golden Gala Pietro Mennea ( Firenze), 5000 m piani - 12'48"45
- Bronzo all'Herculis ( Monaco), 1500 m piani - 3'29"25
- Oro al Prefontaine Classic ( Eugene), miglio - 3'47"24
- Oro all'Athletissima ( Losanna), 3000 m piani - 7'33''06
- Argento al Weltklasse Zürich ( Zurigo), 1500 m piani - 3'31"45

2022
- Oro al Prefontaine Classic ( Eugene), miglio - 3'49"76
- Oro ai Bislett Games ( Oslo), miglio - 3'46"46
- Oro all'Athletissima ( Losanna), 1500 m piani - 3'29"05
- Oro al Weltklasse Zürich ( Zurigo), 1500 m piani - 3'29"02
- Vincitore della Diamond League nella specialità dei 1500 m piani / miglio

2023
- Oro al Meeting international Mohammed VI d'athlétisme de Rabat 2023 ( Rabat), 1500 m piani - 3'32"59
- Oro al Meeting de Paris ( Parigi), 2 miglia - 7'54"10
- Oro ai Bislett Games ( Oslo), 1500 m piani - 3'27"95
- Oro all'Athletissima ( Losanna), 1500 m piani - 3'28"52
- Oro al Kamila Skolimowska Memorial ( Chorzów), 1500 m piani - 3'27"14
- Oro al Memorial Van Damme ( Bruxelles), 2000 m piani - 4'43"13
- Oro al Prefontaine Classic ( Eugene), miglio - 3'43"73
- Oro al Prefontaine Classic ( Eugene), 3000 m piani - 7'23"63
- Vincitore della Diamond League nella specialità dei 1500 m piani / miglio
- Vincitore della Diamond League nella specialità dei 3000 / 5000 m piani

2024
- 34º alla Mezza maratona di Copenaghen ( Copenaghen) - 1h03'13"
- Argento al Prefontaine Classic ( Eugene), miglio - 3'45"60
- Oro ai Bislett Games ( Oslo), 1500 m piani - 3'29"74
- Oro all'Herculis ( Monaco), 1500 m piani - 3'26"73
- Oro all'Athletissima ( Losanna), 1500 m piani - 3'27"83
- Oro al Kamila Skolimowska Memorial ( Chorzów), 3000 m piani - 7'17"55
- Argento al Weltklasse Zürich ( Zurigo), 1500 m piani - 3'29"52
- Oro al Memorial Van Damme ( Bruxelles), 1500 m piani - 3'30"37
- Vincitore della Diamond League nella specialità dei 1500 m piani / miglio

## Riconoscimenti
- Atleta europeo emergente dell'anno (2018)
- Atleta europeo dell'anno (2022[7], 2023)